# René Chaloult
René Chaloult (né le 26 janvier 1901 à Québec, mort le 20 décembre 1978 à Québec à l'âge de 77 ans est un avocat et un homme politique québécois.
Il est le père du haut-fonctionnaire Michel Chaloult en poste au service de recherche de la Direction des relations fédérales-provinciales du Ministère des affaires intergouvernementales en 1971.

## Biographie
Il étudie chez les sœurs du Bon Pasteur ainsi qu'à l'École normale supérieure de Québec, où il obtient un certificat en littérature française. Il poursuit ses études et obtient une licence en philosophie en 1923 et une licence en droit à l'Université Laval en 1927. Reçu comme avocat en 1927, il rejoint l'Union nationale et est élu député provincial en 1936, dans le district de Kamouraska.
Lors de l'ovation du premier ministre Duplessis lors de la rentrée parlementaire à la suite de l'élection de 1936, Chaloult refuse de se lever, exprimant ainsi sa déception à l'égard de la composition du nouveau conseil des ministres.
Il devient ainsi dissident de l'Union nationale et participe, en 1937, avec Philippe Hamel, Oscar Drouin, Joseph-Ernest Grégoire et Adolphe Marcoux à la fondation du Parti national. À partir du 26 janvier 1938, ces députés demanderont d'être identifiés sous le Parti national à l'Assemblée législative.
Il est réélu député en 1939, cette fois comme libéral indépendant dans Lotbinière, et mène une lutte contre la conscription. Accusé de s'y être opposé, il subit un procès le 6 juillet 1942 et est acquitté le 3 août 1942.
En novembre 1945, il fonde un cabinet d'avocats avec son associé Gabriel Mercier.
Le 21 janvier 1948, le député Chaloult doit déposer une motion afin que l'Assemblée législative du Québec adopte un drapeau. Ce jour-là, cependant, le premier ministre Maurice Duplessis agit plus rapidement et annonce plutôt à l'Assemblée que le Conseil des ministres avait déjà adopté un drapeau pour la province, le fleurdelisé et qu'il flotte au mât du Parlement. Duplessis, qui ne souhaite pas que l'on porte ombrage à sa paternité sur le nouveau drapeau, ordonne au président général des élections François Drouin d'orchestrer la défaite de Chaloult.
À l'élection de 1952, il est candidat, sans succès, dans Québec en tant que nationaliste. Puis, il est défait dans Jonquière-Kénogami à l'élection de 1956 comme indépendant. Il a été président de la Société des études juridiques de Québec et de la Ligue d'action nationale. Il a reçu les honneurs de la ville de Madawaska et du Mouvement national des Québécoises et Québécois.
Le fonds d’archives de René Chaloult est conservé au centre d’archives de Québec de la Bibliothèque et Archives nationales du Québec.

## Hommages

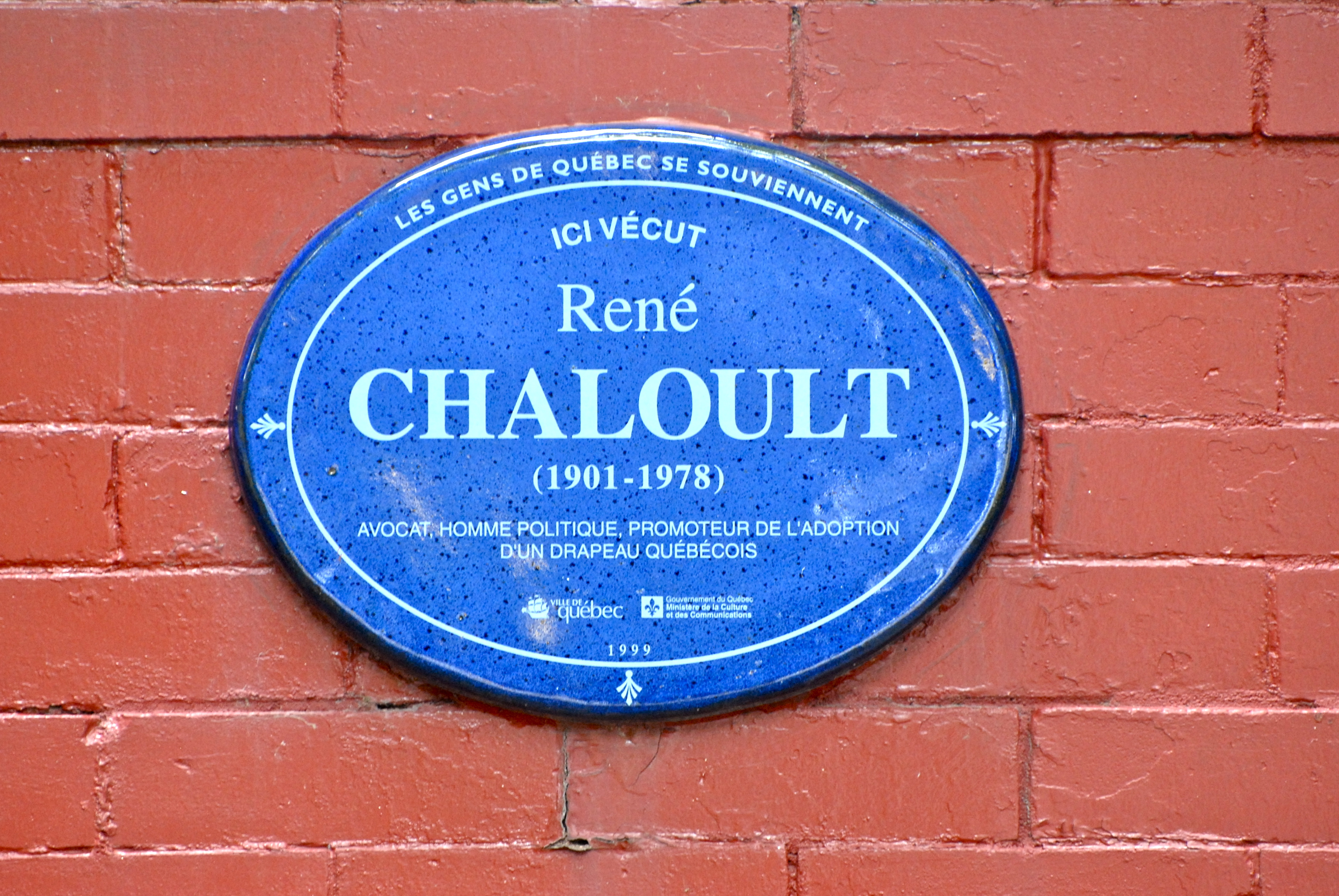
Plaque en mémoire de René Chaloult, à Québec

- Une plaque "Ici vécut de la ville de Québec est présente au 1165, avenue des Érables, en son honneur, pour indiquer son ancien lieu de résidence.
- La rue René-Chaloult a été nommée en son honneur, en 1985, dans la ville de Québec.
- La police typographique Chaloult[8] nommée en son honneur, sert aux communications gouvernementales, principalement sur les imprimés et documents officiels.

## Sources
- « René Chaloult », Assemblée nationale, juin 2010 (consulté le 9 mai 2011).
- « Jour du Drapeau », sur Banque de dépannage linguistique, Office québécois de la langue française, 2002 (consulté le 9 mai 2011).
- Alexandre Dumas, Les Quatre mousquetaires de Québec : La carrière politique de René Chaloult, Oscar Drouin, Ernest Grégoire et Philippe Hamel, Éditions du Septentrion, 2021, 294 p. (ISBN 9782897912871, présentation en ligne).